# راندي بيدرسن
راندي بيدرسن (بالإنجليزية: Randy Pedersen)‏ هو لاعب البولنغ ‏ أمريكي، ولد في 28 مايو 1962.